# هانس نويل
هانس نويل (بالإنجليزية: Hans Noel)‏ هو عالم سياسة أمريكي، ولد في 3 نوفمبر 1971.